# Prodotti agroalimentari tradizionali toscani
I prodotti agroalimentari tradizionali toscani (PAT) riconosciuti dal Ministero delle politiche agricole alimentari e forestali, su proposta della Regione Toscana, sono i seguenti, aggiornati al 25 febbraio 2022, data dell'ultima revisione dei P.A.T.:
| N.  | Definizione (dati ufficiali del Ministero delle politiche agricole alimentari e forestali) | Settore                                                                                       |
| --- | --- | --------------------------------------------------------------------------------------------- |
| 1   | Alchermes (Alchermes di Firenze) | Bevande analcoliche, distillati e liquori                                                     |
| 2   | Amaro clementi elixir di Fivizzano (amaro di Fivizzano, china clementi di Fivizzano) | Bevande analcoliche, distillati e liquori                                                     |
| 3   | Aspretto di more | Bevande analcoliche, distillati e liquori                                                     |
| 4   | Biadina | Bevande analcoliche, distillati e liquori                                                     |
| 5   | China Massagli | Bevande analcoliche, distillati e liquori                                                     |
| 6   | Elisir di china di Pieve Fosciana | Bevande analcoliche, distillati e liquori                                                     |
| 7   | Gemma d'abeto | Bevande analcoliche, distillati e liquori                                                     |
| 8   | Vermouth di vino bianco | Bevande analcoliche, distillati e liquori                                                     |
| 9   | Agnello del Parco di Migliarino-San Rossore | Carni (e frattaglie) fresche e loro preparazione                                              |
| 10  | Agnello di razza appenninica | Carni (e frattaglie) fresche e loro preparazione                                              |
| 11  | Agnello di razza massese | Carni (e frattaglie) fresche e loro preparazione                                              |
| 12  | Agnello di Zeri (agnello zerasco) | Carni (e frattaglie) fresche e loro preparazione                                              |
| 13  | Ammazzafegato | Carni (e frattaglie) fresche e loro preparazione                                              |
| 14  | Barbina (guanciale) | Carni (e frattaglie) fresche e loro preparazione                                              |
| 15  | Bardiccio | Carni (e frattaglie) fresche e loro preparazione                                              |
| 16  | Biroldo della Garfagnana | Carni (e frattaglie) fresche e loro preparazione                                              |
| 17  | Biroldo delle Apuane | Carni (e frattaglie) fresche e loro preparazione                                              |
| 18  | Biroldo di Lucca (biroldo della Versilia) | Carni (e frattaglie) fresche e loro preparazione                                              |
| 19  | Biscotto di salsiccia di Sorano | Carni (e frattaglie) fresche e loro preparazione                                              |
| 20  | Boccone al fungo porcino di Coreglia (salamino al fungo, bocconcino) | Carni (e frattaglie) fresche e loro preparazione                                              |
| 21  | Bonzola | Carni (e frattaglie) fresche e loro preparazione                                              |
| 22  | Budelluzzo di Grosseto (busicchio) | Carni (e frattaglie) fresche e loro preparazione                                              |
| 23  | Buristo, Mallegato pisano, Mallegato livornese, Sanguinaccio (Burischio) | Carni (e frattaglie) fresche e loro preparazione                                              |
| 24  | Capocollo tipico senese (finocchiata) | Carni (e frattaglie) fresche e loro preparazione                                              |
| 25  | Capretto delle Apuane | Carni (e frattaglie) fresche e loro preparazione                                              |
| 26  | Carne di cavallo di Comano (Carne di puledro di Comano) | Carni (e frattaglie) fresche e loro preparazione                                              |
| 27  | Carne di mucca pisana del Parco di Migliarino-San Rossore (Mucco pisano) | Carni (e frattaglie) fresche e loro preparazione                                              |
| 28  | Carne di razza calvana | Carni (e frattaglie) fresche e loro preparazione                                              |
| 29  | Carne di razza maremmana | Carni (e frattaglie) fresche e loro preparazione                                              |
| 30  | Carne salata (carne nel bigoncio) | Carni (e frattaglie) fresche e loro preparazione                                              |
| 31  | Costolaccio | Carni (e frattaglie) fresche e loro preparazione                                              |
| 32  | Fasciata (Pancetta arrotolata) | Carni (e frattaglie) fresche e loro preparazione                                              |
| 33  | Fegatelli sott'olio (o sotto strutto) toscani | Carni (e frattaglie) fresche e loro preparazione                                              |
| 34  | Fegatello di maiale macinato pisano | Carni (e frattaglie) fresche e loro preparazione                                              |
| 35  | Filetto della Lunigiana | Carni (e frattaglie) fresche e loro preparazione                                              |
| 36  | Gallina livornese (pollo italiano, Leghorn) | Carni (e frattaglie) fresche e loro preparazione                                              |
| 37  | Gallina Mugellese (Gallina mugginese) | Carni (e frattaglie) fresche e loro preparazione                                              |
| 38  | Guanciale, gota | Carni (e frattaglie) fresche e loro preparazione                                              |
| 39  | Lardo vergine di maiale | Carni (e frattaglie) fresche e loro preparazione                                              |
| 40  | Lombo senese (lombo, lonzino, arista stagionata) | Carni (e frattaglie) fresche e loro preparazione                                              |
| 41  | Lonzino (Lombo di maiale salato) | Carni (e frattaglie) fresche e loro preparazione                                              |
| 42  | Manzo di Pozza della Garfagnana (carne garfagnina, carpaccio garfagnino) | Carni (e frattaglie) fresche e loro preparazione                                              |
| 43  | Mezzone (bastardo) | Carni (e frattaglie) fresche e loro preparazione                                              |
| 44  | Mocetta carrarina | Carni (e frattaglie) fresche e loro preparazione                                              |
| 45  | Mortadella della Lunigiana, mondiola della Garfagnana | Carni (e frattaglie) fresche e loro preparazione                                              |
| 46  | Mortadella delle Apuane | Carni (e frattaglie) fresche e loro preparazione                                              |
| 47  | Mortadella di maiale di Camaiore (sbriciolona) | Carni (e frattaglie) fresche e loro preparazione                                              |
| 48  | Mortadella nostrale di Cardoso | Carni (e frattaglie) fresche e loro preparazione                                              |
| 49  | Nodino di Montopoli | Carni (e frattaglie) fresche e loro preparazione                                              |
| 50  | Pancetta apuana | Carni (e frattaglie) fresche e loro preparazione                                              |
| 51  | Pancetta e rigatino toscani (ventresca, legatino) | Carni (e frattaglie) fresche e loro preparazione                                              |
| 52  | Pollo del Valdarno (valdarnese bianca o Valdarno bianca) | Carni (e frattaglie) fresche e loro preparazione                                              |
| 53  | Porchetta di Monte San Savino | Carni (e frattaglie) fresche e loro preparazione                                              |
| 54  | Prosciutto bazzone della Garfagnana e della Valle del Serchio (bazzone, prosciutto nostrato, prosciutto contadino) | Carni (e frattaglie) fresche e loro preparazione                                              |
| 55  | Prosciutto del Casentino | Carni (e frattaglie) fresche e loro preparazione                                              |
| 56  | Prosciutto di Sorano | Carni (e frattaglie) fresche e loro preparazione                                              |
| 57  | Rigatino arrotolato finocchiato | Carni (e frattaglie) fresche e loro preparazione                                              |
| 58  | Roventino (migliaccio) | Carni (e frattaglie) fresche e loro preparazione                                              |
| 59  | Salame al vino | Carni (e frattaglie) fresche e loro preparazione                                              |
| 60  | Salame chianino | Carni (e frattaglie) fresche e loro preparazione                                              |
| 61  | Salame chiantigiano | Carni (e frattaglie) fresche e loro preparazione                                              |
| 62  | Salame di cinghiale | Carni (e frattaglie) fresche e loro preparazione                                              |
| 63  | Salame di maiale e pecora | Carni (e frattaglie) fresche e loro preparazione                                              |
| 64  | Salame prosciuttato di Ghivizzano | Carni (e frattaglie) fresche e loro preparazione                                              |
| 65  | Salame toscano | Carni (e frattaglie) fresche e loro preparazione                                              |
| 66  | Salsiccia con cotenne | Carni (e frattaglie) fresche e loro preparazione                                              |
| 67  | Salsiccia con patate | Carni (e frattaglie) fresche e loro preparazione                                              |
| 68  | Salsiccia di cinghiale | Carni (e frattaglie) fresche e loro preparazione                                              |
| 69  | Salsiccia di cinghiale sott'olio | Carni (e frattaglie) fresche e loro preparazione                                              |
| 70  | Salsiccia di Montignoso (bocconcini di prosciutto di Montignoso) | Carni (e frattaglie) fresche e loro preparazione                                              |
| 71  | Salsiccia toscana (sarciccia) | Carni (e frattaglie) fresche e loro preparazione                                              |
| 72  | Sanbudello (ammazzafegato aretino) | Carni (e frattaglie) fresche e loro preparazione                                              |
| 73  | Soppressata di cinghiale | Carni (e frattaglie) fresche e loro preparazione                                              |
| 74  | Soppressata di sangue | Carni (e frattaglie) fresche e loro preparazione                                              |
| 75  | Soppressata toscana (capofreddo, capaccia, soprassata) | Carni (e frattaglie) fresche e loro preparazione                                              |
| 76  | Spalla chiantigiana | Carni (e frattaglie) fresche e loro preparazione                                              |
| 77  | Spalla cotta di Filattiera (spalla cotta della Lunigiana) | Carni (e frattaglie) fresche e loro preparazione                                              |
| 78  | Spalla di maiale pisana | Carni (e frattaglie) fresche e loro preparazione                                              |
| 79  | Spalla di Sorano | Carni (e frattaglie) fresche e loro preparazione                                              |
| 80  | Spuma di gota di maiale di San Miniato | Carni (e frattaglie) fresche e loro preparazione                                              |
| 81  | Tarese valdarno | Carni (e frattaglie) fresche e loro preparazione                                              |
| 82  | Testa in cassetta (sopressata) | Carni (e frattaglie) fresche e loro preparazione                                              |
| 83  | Tonno del Chianti (finto tonno toscano) | Carni (e frattaglie) fresche e loro preparazione                                              |
| 84  | Trippa e lampredotto | Carni (e frattaglie) fresche e loro preparazione                                              |
| 85  | Vergazzata (pancetta stesa) | Carni (e frattaglie) fresche e loro preparazione                                              |
| 86  | Zampone chiantigiano | Carni (e frattaglie) fresche e loro preparazione                                              |
| 87  | Zia di Maremma | Carni (e frattaglie) fresche e loro preparazione                                              |
| 88  | Agresto di San Miniato (aceto di agresto sanminiatese) | Condimenti                                                                                    |
| 89  | Sugo di scottiglia alla pescinaia (scottiglia di Pescina) | Condimenti                                                                                    |
| 90  | Caciotta della Lunigiana (formaggio bovino della Lunigiana) | Formaggi                                                                                      |
| 91  | Caciotta di pecora | Formaggi                                                                                      |
| 92  | Caciotta dolce (vacchino dolce) | Formaggi                                                                                      |
| 93  | Caciotta stagionata (mucchino, vacchino) | Formaggi                                                                                      |
| 94  | Formaggi caprini della Maremma (caprini freschi o aromatizzati) | Formaggi                                                                                      |
| 95  | Formaggi di latte di capra dell'isola di Capraia | Formaggi                                                                                      |
| 96  | Formaggio caprino dell'alto Mugello | Formaggi                                                                                      |
| 97  | Formaggio caprino delle Apuane | Formaggi                                                                                      |
| 98  | Formaggio caprino dell'Alto Mugello | Formaggi                                                                                      |
| 99  | Il Fossa del Greppo (pecorino di fossa del Greppo, formaggio pecorino di fossa del Greppo) | Formaggi                                                                                      |
| 100 | Il grande vecchio di Montefollonico | Formaggi                                                                                      |
| 101 | Marzolino di Lucardo (pecorino Lucardo) | Formaggi                                                                                      |
| 102 | Pastorella del cerreto di Sorano | Formaggi                                                                                      |
| 103 | Pecorino a crosta fiorita (pecorino buccia di rospo) | Formaggi                                                                                      |
| 104 | Pecorino a latte crudo abbucciato | Formaggi                                                                                      |
| 105 | Pecorino a latte crudo della Montagna Pistoiese (pecorino di Pistoia) | Formaggi                                                                                      |
| 106 | Pecorino a latte crudo della provincia di Siena | Formaggi                                                                                      |
| 107 | Pecorino alle erbe aromatiche (pecorino fresco verde) | Formaggi                                                                                      |
| 108 | Pecorino del Casentino | Formaggi                                                                                      |
| 109 | Pecorino del Parco di Migliarino-San Rossore | Formaggi                                                                                      |
| 110 | Pecorino della Costa Apuana (pecorino massese) | Formaggi                                                                                      |
| 111 | Pecorino della Garfagnana e delle colline lucchesi (pecorino baccellone) | Formaggi                                                                                      |
| 112 | Pecorino della Lunigiana | Formaggi                                                                                      |
| 113 | Pecorino delle cantine di Roccalbegna (pecorino di cantina) | Formaggi                                                                                      |
| 114 | Pecorino delle Colline senesi | Formaggi                                                                                      |
| 115 | Pecorino di Pienza stagionato in barriques | Formaggi                                                                                      |
| 116 | Pecorino stagionato in foglie di noce | Formaggi                                                                                      |
| 117 | Pratolina (formaggio di pura capra) | Formaggi                                                                                      |
| 118 | Raviggiolo di latte vaccino del Mugello (raviggiolo del Mugello, ravaggiolo) | Formaggi                                                                                      |
| 119 | Raviggiolo di pecora pistoiese (ravaggiolo, raveggiolo) | Formaggi                                                                                      |
| 120 | Raviggiolo di pecora senese (ravaggiolo, raveggiolo) | Formaggi                                                                                      |
| 121 | Ricotta di pecora grossetana | Formaggi                                                                                      |
| 122 | Ricotta di pecora massese | Formaggi                                                                                      |
| 123 | Ricotta di pecora pistoiese | Formaggi                                                                                      |
| 124 | Stracchino (crescenza) | Formaggi                                                                                      |
| 125 | Olio di madremignola | Grassi (burro, margarina, oli)                                                                |
| 126 | Olio di olivastra scarlinese | Grassi (burro, margarina, oli)                                                                |
| 127 | Olio di Olivo Quercetano (olio di quercetana) | Grassi (burro, margarina, oli)                                                                |
| 128 | Aglio massese | Prodotti vegetali allo stato naturale o trasformati                                           |
| 129 | Aglio rosso maremmano | Prodotti vegetali allo stato naturale o trasformati                                           |
| 130 | Aglione della Valdichiana (aglione della Chiana) | Prodotti vegetali allo stato naturale o trasformati                                           |
| 131 | Arancio massese | Prodotti vegetali allo stato naturale o trasformati                                           |
| 132 | Asparago d'argenteuil toscano (asparago nostrale) | Prodotti vegetali allo stato naturale o trasformati                                           |
| 133 | Barba massese (barba di prete, scorza nera) | Prodotti vegetali allo stato naturale o trasformati                                           |
| 134 | Basilico gigante (basilico a foglia di lattuga) | Prodotti vegetali allo stato naturale o trasformati                                           |
| 135 | Bietola a coste sottili | Prodotti vegetali allo stato naturale o trasformati                                           |
| 136 | Carciofini sott'olio | Prodotti vegetali allo stato naturale o trasformati                                           |
| 137 | Carciofo del litorale livornese | Prodotti vegetali allo stato naturale o trasformati                                           |
| 138 | Carciofo di Chiusure | Prodotti vegetali allo stato naturale o trasformati                                           |
| 139 | Carciofo di Pian di Rocca | Prodotti vegetali allo stato naturale o trasformati                                           |
| 140 | Carciofo di San Miniato (carciofo Sanminiatese, Mamma Sanminiatese) | Prodotti vegetali allo stato naturale o trasformati                                           |
| 141 | Carciofo empolese | Prodotti vegetali allo stato naturale o trasformati                                           |
| 142 | Cardo della Val di Cornia (gobbo della Val di Cornia) | Prodotti vegetali allo stato naturale o trasformati                                           |
| 143 | Cardo massese (cardone o gobbo) | Prodotti vegetali allo stato naturale o trasformati                                           |
| 144 | Castagna d'Antona (Carpinese, Carrarese) | Prodotti vegetali allo stato naturale o trasformati                                           |
| 145 | Castagna mondigiana del Pratomagno (mondistollo) | Prodotti vegetali allo stato naturale o trasformati                                           |
| 146 | Castagna perella del Pratomagno | Prodotti vegetali allo stato naturale o trasformati                                           |
| 147 | Castagna pistolesa (bianchina) | Prodotti vegetali allo stato naturale o trasformati                                           |
| 148 | Castagne (fresche) della Toscana | Prodotti vegetali allo stato naturale o trasformati                                           |
| 149 | Cavolfiore fiorentino tardivo (cavolfiore con il cappuccio, con il cartoccio o incartocciato) | Prodotti vegetali allo stato naturale o trasformati                                           |
| 150 | Cavolfiore precoce toscano (cavolfiore fiorentino col cartoccio precoce) | Prodotti vegetali allo stato naturale o trasformati                                           |
| 151 | Cavolo nero riccio di Toscana | Prodotti vegetali allo stato naturale o trasformati                                           |
| 152 | Cavolo riccio nero di Lucca (braschetta) | Prodotti vegetali allo stato naturale o trasformati                                           |
| 153 | Cece di Grosseto | Prodotti vegetali allo stato naturale o trasformati                                           |
| 154 | Cece piccolo del Valdarno (cece Piccino del Chianti, Cece Nostrale Piccolo, Cece Piccino, Cece nostrale) | Prodotti vegetali allo stato naturale o trasformati                                           |
| 155 | Ciliegia di Lari | Prodotti vegetali allo stato naturale o trasformati                                           |
| 156 | Cipolla di Bassone | Prodotti vegetali allo stato naturale o trasformati                                           |
| 157 | Cipolla di Certaldo | Prodotti vegetali allo stato naturale o trasformati                                           |
| 158 | Cipolla di Ripola | Prodotti vegetali allo stato naturale o trasformati                                           |
| 159 | Cipolla di Terceretoli | Prodotti vegetali allo stato naturale o trasformati                                           |
| 160 | Cipolla di Treschietto (cigola) | Prodotti vegetali allo stato naturale o trasformati                                           |
| 161 | Cipolla lucchese | Prodotti vegetali allo stato naturale o trasformati                                           |
| 162 | Cipolla massese | Prodotti vegetali allo stato naturale o trasformati                                           |
| 163 | Cipolla rossa della Valtiberina | Prodotti vegetali allo stato naturale o trasformati                                           |
| 164 | Cipolla rossa toscana | Prodotti vegetali allo stato naturale o trasformati                                           |
| 165 | Cipolla savonese (cipolla "sagonese") | Prodotti vegetali allo stato naturale o trasformati                                           |
| 166 | Cipolla vernina (cipolla bastarda) | Prodotti vegetali allo stato naturale o trasformati                                           |
| 167 | Cocomero della Val di Cornia | Prodotti vegetali allo stato naturale o trasformati                                           |
| 168 | Cocomero gigante (gigante di Fontarronco, cocomero della Val di Chiana) | Prodotti vegetali allo stato naturale o trasformati                                           |
| 169 | Confettura di purnelle fiaschette | Prodotti vegetali allo stato naturale o trasformati                                           |
| 170 | Dormiente della Montagna Pistoiese (dormiglione, marzuolo) | Prodotti vegetali allo stato naturale o trasformati                                           |
| 171 | Fagiola Garfagnina (fagiola Casciana) | Prodotti vegetali allo stato naturale o trasformati                                           |
| 172 | Fagiola schiacciona | Prodotti vegetali allo stato naturale o trasformati                                           |
| 173 | Fagiolo aquila (fagiolo lupinaro, Fagiolo lupinajno) | Prodotti vegetali allo stato naturale o trasformati                                           |
| 174 | Fagiolo borlotto di Maremma | Prodotti vegetali allo stato naturale o trasformati                                           |
| 175 | Fagiolo borlotto nano di Sorano | Prodotti vegetali allo stato naturale o trasformati                                           |
| 176 | Fagiolo borlotto nostrale toscano | Prodotti vegetali allo stato naturale o trasformati                                           |
| 177 | Fagiolo burro toscano | Prodotti vegetali allo stato naturale o trasformati                                           |
| 178 | Fagiolo cannellino (fagiolo cannellino del San Ginese-Compitese e Sant'Alessio) | Prodotti vegetali allo stato naturale o trasformati                                           |
| 179 | Fagiolo cannellino di Sorano | Prodotti vegetali allo stato naturale o trasformati                                           |
| 180 | Fagiolo cappone | Prodotti vegetali allo stato naturale o trasformati                                           |
| 181 | Fagiolo coco nano (fagiolo cocco) | Prodotti vegetali allo stato naturale o trasformati                                           |
| 182 | Fagiolo dall'occhio del Valdarno (fagiolo gentile, fagiolo cornetto, Fagiolo dell'occhio, Fagiolo dall'occhio nano, Dolico, Fagiuolini, Cornetti, Tegoline, Fagiolo all'olio (Maremma))                                                | Prodotti vegetali allo stato naturale o trasformati                                           |
| 183 | Fagiolo della montagna (fagiolo bastardone, della Nodola, dell'Amiata) | Prodotti vegetali allo stato naturale o trasformati                                           |
| 184 | Fagiolo di Bigliolo | Prodotti vegetali allo stato naturale o trasformati                                           |
| 185 | Fagiolo di Zeri (fagiolo con il grembiule detto "fasgiulain dau scuside", fagioline dette "fasgiulina") | Prodotti vegetali allo stato naturale o trasformati                                           |
| 186 | Fagiolo diecimino (fagiolo scritto rampicante) | Prodotti vegetali allo stato naturale o trasformati                                           |
| 187 | Fagiolo fico di Gallicano | Prodotti vegetali allo stato naturale o trasformati                                           |
| 188 | Fagiolo giallorino della Garfagnana (fagiolo Giallorino, Fagiolo nano da sgusciare) | Prodotti vegetali allo stato naturale o trasformati                                           |
| 189 | Fagiolo malato (malatino, fagiolo verdone, fagiolo giallino, fagiolo di San Giuseppe) | Prodotti vegetali allo stato naturale o trasformati                                           |
| 190 | Fagiolo Marconi a seme nero (Fagiolo seme nero) | Prodotti vegetali allo stato naturale o trasformati                                           |
| 191 | Fagiolo mascherino | Prodotti vegetali allo stato naturale o trasformati                                           |
| 192 | Fagiolo massese | Prodotti vegetali allo stato naturale o trasformati                                           |
| 193 | Fagiolo pievarino | Prodotti vegetali allo stato naturale o trasformati                                           |
| 194 | Fagiolo romano (fagiolo romanello) | Prodotti vegetali allo stato naturale o trasformati                                           |
| 195 | Fagiolo rosso di Lucca (fagiolo rosso lucchese) | Prodotti vegetali allo stato naturale o trasformati                                           |
| 196 | Fagiolo schiaccione | Prodotti vegetali allo stato naturale o trasformati                                           |
| 197 | Fagiolo scritto della Garfagnana | Prodotti vegetali allo stato naturale o trasformati                                           |
| 198 | Fagiolo scritto di Lucca | Prodotti vegetali allo stato naturale o trasformati                                           |
| 199 | Fagiolo serpente toscano (stringa) | Prodotti vegetali allo stato naturale o trasformati                                           |
| 200 | Fagiolo stortino di Lucca (anellino giallo di Lucca) | Prodotti vegetali allo stato naturale o trasformati                                           |
| 201 | Fagiolo stringa di Lucca (fagiolo serpente) | Prodotti vegetali allo stato naturale o trasformati                                           |
| 202 | Fagiolo turco di castello | Prodotti vegetali allo stato naturale o trasformati                                           |
| 203 | Fagiolo zolfino | Prodotti vegetali allo stato naturale o trasformati                                           |
| 204 | Farina di castagne carpinese | Prodotti vegetali allo stato naturale o trasformati                                           |
| 205 | Farina di castagne del Pratomagno (farina dolce) | Prodotti vegetali allo stato naturale o trasformati                                           |
| 206 | Farina di castagne dell'Amiata | Prodotti vegetali allo stato naturale o trasformati                                           |
| 207 | Farina di castagne di Prato | Prodotti vegetali allo stato naturale o trasformati                                           |
| 208 | Farina di castagne d'Antona (farina dolce) | Prodotti vegetali allo stato naturale o trasformati                                           |
| 209 | Farina di castagne pistoiese (farina dolce della montagna pistoiese) | Prodotti vegetali allo stato naturale o trasformati                                           |
| 210 | Farina di neccio di Villa Basilica (farina dolce, farina di castagne) | Prodotti vegetali allo stato naturale o trasformati                                           |
| 211 | Fava lunga delle Cascine (fava delle Cascine) | Prodotti vegetali allo stato naturale o trasformati                                           |
| 212 | Fichi di Carmignano | Prodotti vegetali allo stato naturale o trasformati                                           |
| 213 | Fichi sott'olio livornesi | Prodotti vegetali allo stato naturale o trasformati                                           |
| 214 | Fico dottato (ottato) | Prodotti vegetali allo stato naturale o trasformati                                           |
| 215 | Fico San Piero (corbo) | Prodotti vegetali allo stato naturale o trasformati                                           |
| 216 | Fico verdino | Prodotti vegetali allo stato naturale o trasformati                                           |
| 217 | Frutti del sottobosco delle montagne pistoiesi | Prodotti vegetali allo stato naturale o trasformati                                           |
| 218 | Funghi porcini toscani (giugnolo, settembrino, biancarello, montagnolo, porcino del freddo, moreccio o porcino nero, estatino) | Prodotti vegetali allo stato naturale o trasformati                                           |
| 219 | Funghi sotto sale della costa Apuana | Prodotti vegetali allo stato naturale o trasformati                                           |
| 220 | Grano marzolo del Melo | Prodotti vegetali allo stato naturale o trasformati                                           |
| 221 | Grano saraceno (fagopiro, grano nero) | Prodotti vegetali allo stato naturale o trasformati                                           |
| 222 | Granoturco bianco massese (mais bianco) | Prodotti vegetali allo stato naturale o trasformati                                           |
| 223 | Granturco formenton ottofile della Garfagnana (formentone maggese, granturco da polenta Garfagnino) | Prodotti vegetali allo stato naturale o trasformati                                           |
| 224 | Granturco nano di Luco (granturco nano di Grezzano) | Prodotti vegetali allo stato naturale o trasformati                                           |
| 225 | Lattuga quattro stagioni (lattuga vinata) | Prodotti vegetali allo stato naturale o trasformati                                           |
| 226 | Limone massese | Prodotti vegetali allo stato naturale o trasformati                                           |
| 227 | Lupino dolce di Grosseto | Prodotti vegetali allo stato naturale o trasformati                                           |
| 229 | Mais quarantino | Prodotti vegetali allo stato naturale o trasformati                                           |
| 230 | Mais rustico per polenta aretino | Prodotti vegetali allo stato naturale o trasformati                                           |
| 231 | Marmellate e confetture della Toscana | Prodotti vegetali allo stato naturale o trasformati                                           |
| 232 | Marroni della Toscana | Prodotti vegetali allo stato naturale o trasformati                                           |
| 233 | Mascina di Montepulciano (susina di Montepulciano o Scoscia Monaca di Montepulciano) |                                                                                               |
| 234 | Mela Binotto | Prodotti vegetali allo stato naturale o trasformati                                           |
| 235 | Mela Carla Aretina (finalina, mela di finale) | Prodotti vegetali allo stato naturale o trasformati                                           |
| 236 | Mela casciana (rosetta, Rosina) | Prodotti vegetali allo stato naturale o trasformati                                           |
| 237 | Mela casolana | Prodotti vegetali allo stato naturale o trasformati                                           |
| 238 | Mela Francesca aretina (aretina) | Prodotti vegetali allo stato naturale o trasformati                                           |
| 239 | Mela nesta (decio) | Prodotti vegetali allo stato naturale o trasformati                                           |
| 240 | Mela panaia (flagellata) | Prodotti vegetali allo stato naturale o trasformati                                           |
| 241 | Mela roggiola | Prodotti vegetali allo stato naturale o trasformati                                           |
| 242 | Mela rosa del Casentino (mela di montagna, mela del Casentino) | Prodotti vegetali allo stato naturale o trasformati                                           |
| 243 | Mela rotella della Lunigiana (pomo rodello) | Prodotti vegetali allo stato naturale o trasformati                                           |
| 244 | Mela rugginosa della Valdichiana (mela golden delicious, mela deliziosa gialla) | Prodotti vegetali allo stato naturale o trasformati                                           |
| 245 | Mela stayman aretina (mela stayman red o nieplyng) | Prodotti vegetali allo stato naturale o trasformati                                           |
| 246 | Mela "muso di bue" (mela "muso de be") | Prodotti vegetali allo stato naturale o trasformati                                           |
| 247 | Melanzana violetta fiorentina | Prodotti vegetali allo stato naturale o trasformati                                           |
| 248 | Melograno di Firenze | Prodotti vegetali allo stato naturale o trasformati                                           |
| 249 | Melone della Val di Cornia | Prodotti vegetali allo stato naturale o trasformati                                           |
| 250 | Mirtillo nero della Montagna Pistoiese (piuro) | Prodotti vegetali allo stato naturale o trasformati                                           |
| 251 | Noce aretina | Prodotti vegetali allo stato naturale o trasformati                                           |
| 252 | Olive in salamoia | Prodotti vegetali allo stato naturale o trasformati                                           |
| 253 | Paonazzi sott'olio (lardaioli rossi) | Prodotti vegetali allo stato naturale o trasformati                                           |
| 254 | Pastinocello (pastinello, pastinaccino, gallinaccio) | Prodotti vegetali allo stato naturale o trasformati                                           |
| 255 | Patata bianca del Melo | Prodotti vegetali allo stato naturale o trasformati                                           |
| 256 | Patata di Regnano | Prodotti vegetali allo stato naturale o trasformati                                           |
| 257 | Patata di Santa Maria a Monte (la tosca) | Prodotti vegetali allo stato naturale o trasformati                                           |
| 258 | Patata di Zeri (patate "rosse, bianche, zale" di Zeri) | Prodotti vegetali allo stato naturale o trasformati                                           |
| 259 | Patata rossa di Cetica (patata rossa del Pratomagno, patata rossa del Casentino) | Prodotti vegetali allo stato naturale o trasformati                                           |
| 260 | Pera coscia aretina | Prodotti vegetali allo stato naturale o trasformati                                           |
| 261 | Pera coscia di Firenze | Prodotti vegetali allo stato naturale o trasformati                                           |
| 262 | Pera del curato toscana | Prodotti vegetali allo stato naturale o trasformati                                           |
| 263 | Pera gentile (gentile d'estate, Gentile bianca, Pera zuccherina) | Prodotti vegetali allo stato naturale o trasformati                                           |
| 264 | Pera picciola | Prodotti vegetali allo stato naturale o trasformati                                           |
| 265 | Pera rusé | Prodotti vegetali allo stato naturale o trasformati                                           |
| 266 | Pesca cotogna del Poggio | Prodotti vegetali allo stato naturale o trasformati                                           |
| 267 | Pesca cotogna di Rosano (cotogna) | Prodotti vegetali allo stato naturale o trasformati                                           |
| 268 | Pesca cotogna toscana | Prodotti vegetali allo stato naturale o trasformati                                           |
| 269 | Pesca diga | Prodotti vegetali allo stato naturale o trasformati                                           |
| 270 | Pesca Elberta (pesca Alberta, pesca Lamberta) | Prodotti vegetali allo stato naturale o trasformati                                           |
| 271 | Pesca limone (cotogna tardiva) | Prodotti vegetali allo stato naturale o trasformati                                           |
| 272 | Pesca maglia rosa | Prodotti vegetali allo stato naturale o trasformati                                           |
| 273 | Pesca Michelini | Prodotti vegetali allo stato naturale o trasformati                                           |
| 274 | Pesca mora di Moriano Dolfo (pesca mora di Dolfo) | Prodotti vegetali allo stato naturale o trasformati                                           |
| 275 | Pesca passerina (pesca ubriaca) | Prodotti vegetali allo stato naturale o trasformati                                           |
| 276 | Pesca regina di Londa (regina d'Autunno; Tardiva di Londa) | Prodotti vegetali allo stato naturale o trasformati                                           |
| 277 | Pesca trionfo rosso (trionfo, trionfo peloso) | Prodotti vegetali allo stato naturale o trasformati                                           |
| 278 | Peschetti di Candia (peschetti di vigna, peschetti settembrini) | Prodotti vegetali allo stato naturale o trasformati                                           |
| 279 | Piattella frisona (fagiolo di San Michele) | Prodotti vegetali allo stato naturale o trasformati                                           |
| 280 | Pinolo del Parco di Migliarino-San Rossore | Prodotti vegetali allo stato naturale o trasformati                                           |
| 281 | Pisello a mezzafrasca aretina (pisello quarantino) | Prodotti vegetali allo stato naturale o trasformati                                           |
| 282 | Pisello a tutta frasca aretino | Prodotti vegetali allo stato naturale o trasformati                                           |
| 283 | Pisello mugellano (baccellone, Nostrale del Mugello) | Prodotti vegetali allo stato naturale o trasformati                                           |
| 284 | Pomodorino da inverno da appendere (pomodoro pendolino) | Prodotti vegetali allo stato naturale o trasformati                                           |
| 285 | Pomodoro Borsa di Montone (tigrato di Luciana, Tasca di Montone) | Prodotti vegetali allo stato naturale o trasformati                                           |
| 286 | Pomodoro canestrino di Lucca | Prodotti vegetali allo stato naturale o trasformati                                           |
| 287 | Pomodoro ciliegino toscano | Prodotti vegetali allo stato naturale o trasformati                                           |
| 288 | Pomodoro costoluto fiorentino (pomodoro rosso da conserva) | Prodotti vegetali allo stato naturale o trasformati                                           |
| 289 | Pomodoro cuore di bue (bovaiolo) | Prodotti vegetali allo stato naturale o trasformati                                           |
| 290 | Pomodoro fragola di Albiano Minacciano (pomodoro fragola) | Prodotti vegetali allo stato naturale o trasformati                                           |
| 291 | Pomodoro grinzoso sanminiatese (pomodoro di San Miniato) | Prodotti vegetali allo stato naturale o trasformati                                           |
| 292 | Pomodoro marmande | Prodotti vegetali allo stato naturale o trasformati                                           |
| 293 | Pomodoro pallino (pomodoro da serbo) | Prodotti vegetali allo stato naturale o trasformati                                           |
| 294 | Pomodoro pendentino | Prodotti vegetali allo stato naturale o trasformati                                           |
| 295 | Pomodoro pisanello (pomodoro pizza) | Prodotti vegetali allo stato naturale o trasformati                                           |
| 296 | Pomodoro quarantino (pomodoro antico nostrale) | Prodotti vegetali allo stato naturale o trasformati                                           |
| 297 | Pomodoro stella (pomodoro pesciatino o del Morianese) | Prodotti vegetali allo stato naturale o trasformati                                           |
| 298 | Radicchio di Lucca | Prodotti vegetali allo stato naturale o trasformati                                           |
| 299 | Rapino di Bergiola Foscalina | Prodotti vegetali allo stato naturale o trasformati                                           |
| 300 | Rapo del Valdarno | Prodotti vegetali allo stato naturale o trasformati                                           |
| 301 | Riso della Maremma | Prodotti vegetali allo stato naturale o trasformati                                           |
| 302 | Scalogno nostrale toscano | Prodotti vegetali allo stato naturale o trasformati                                           |
| 302 | Sedano nostrale (costolino o sedano di Montevarchi o sedano Marconi) | Prodotti vegetali allo stato naturale o trasformati                                           |
| 304 | Spinacio tipico della Val di Cornia | Prodotti vegetali allo stato naturale o trasformati                                           |
| 305 | Susina Amoscina Nera di San Miniato (susina Moscia o Moscina) | Prodotti vegetali allo stato naturale o trasformati                                           |
| 306 | Tabacco Kentucky della val tiberina toscana (tabacco scuro toscano) | Prodotti vegetali allo stato naturale o trasformati                                           |
| 307 | Tartufo bianchetto della Toscana (tartufo marzuolo) | Prodotti vegetali allo stato naturale o trasformati                                           |
| 308 | Tartufo bianco della Toscana | Prodotti vegetali allo stato naturale o trasformati                                           |
| 309 | Tartufo nero pregiato della Toscana | Prodotti vegetali allo stato naturale o trasformati                                           |
| 310 | Tartufo nero uncinato della Toscana | Prodotti vegetali allo stato naturale o trasformati                                           |
| 311 | Tartufo scorzone della Toscana (tartufo d'estate della Toscana) | Prodotti vegetali allo stato naturale o trasformati                                           |
| 312 | Uva colombana di Peccioli | Prodotti vegetali allo stato naturale o trasformati                                           |
| 313 | Zafferano aretino | Prodotti vegetali allo stato naturale o trasformati                                           |
| 314 | Zafferano delle colline fiorentine (zima di Firenze) | Prodotti vegetali allo stato naturale o trasformati                                           |
| 315 | Zafferano purissimo di Maremma | Prodotti vegetali allo stato naturale o trasformati                                           |
| 316 | Zucca da semi toscana (zucca da maiali) | Prodotti vegetali allo stato naturale o trasformati                                           |
| 317 | Zucca lardaia | Prodotti vegetali allo stato naturale o trasformati                                           |
| 318 | Zucchina lunga fiorentina (zucchino fiorentino rigato bianco, zucchina bianca del Valdarno) | Prodotti vegetali allo stato naturale o trasformati                                           |
| 319 | Zucchina mora pisana | Prodotti vegetali allo stato naturale o trasformati                                           |
| 320 | Zucchina sarzanese (zucchina alberello di Sarzana) | Prodotti vegetali allo stato naturale o trasformati                                           |
| 321 | Zucchina tonda fiorentina (zucca tonda da ogni modo, Zucchine da far ripiene, Zucchino tondo, Zucchina tonda fiorentina, Zucchina tonda chiara Toscana, Zucchino tondo di Firenze, Zucchetta nana quarantina, Zucchina nana cespitosa) | Prodotti vegetali allo stato naturale o trasformati                                           |
| 322 | Amaretti di Carmignano (amaretti di' fochi) | Paste fresche e prodotti della panetteria, biscotteria, pasticceria, confetteria              |
| 323 | Amaretto Santacrocenese | Paste fresche e prodotti della panetteria, biscotteria, pasticceria, confetteria              |
| 324 | Anacino (stinco di morto, biscotti agli anaci, biscotti lessi) | Paste fresche e prodotti della panetteria, biscotteria, pasticceria, confetteria              |
| 325 | Befanini (befanotti) | Paste fresche e prodotti della panetteria, biscotteria, pasticceria, confetteria              |
| 326 | Berlingozzo | Paste fresche e prodotti della panetteria, biscotteria, pasticceria, confetteria              |
| 327 | Biscotto col riccio | Paste fresche e prodotti della panetteria, biscotteria, pasticceria, confetteria              |
| 328 | Biscotti di Prato (cantuccini di Prato) | Paste fresche e prodotti della panetteria, biscotteria, pasticceria, confetteria              |
| 329 | Biscotto con l'unto (civitellino, bucunto) | Paste fresche e prodotti della panetteria, biscotteria, pasticceria, confetteria              |
| 330 | Biscotto di mezz'agosto | Paste fresche e prodotti della panetteria, biscotteria, pasticceria, confetteria              |
| 331 | Biscotto salato di Roccalbegna (biscotto lessato, biscotto della sposa, cornetto) | Paste fresche e prodotti della panetteria, biscotteria, pasticceria, confetteria              |
| 332 | Bozza pratese (pane di Prato) | Paste fresche e prodotti della panetteria, biscotteria, pasticceria, confetteria              |
| 333 | Brecciotto di Roccalbegna | Paste fresche e prodotti della panetteria, biscotteria, pasticceria, confetteria              |
| 334 | Brigidino di Lamporecchio (brigidini) | Paste fresche e prodotti della panetteria, biscotteria, pasticceria, confetteria              |
| 335 | Brutti boni di Prato | Paste fresche e prodotti della panetteria, biscotteria, pasticceria, confetteria              |
| 336 | Brutto buono ai pinoli (kinzica) | Paste fresche e prodotti della panetteria, biscotteria, pasticceria, confetteria              |
| 337 | Buccellato di Lucca | Paste fresche e prodotti della panetteria, biscotteria, pasticceria, confetteria              |
| 338 | Cantucci di San Miniato (cantuccini di San Miniato, biscotti di San Miniato) | Paste fresche e prodotti della panetteria, biscotteria, pasticceria, confetteria              |
| 339 | Carscenta della Lunigiana (crescenta) | Paste fresche e prodotti della panetteria, biscotteria, pasticceria, confetteria              |
| 340 | Castagnaccio toscano (migliaccio, migliaccio dolce, baldino (aretino), toppone o pattona (nel Livornese), ghiriglio, ghirighio (nel Pratese))                                                                                          | Paste fresche e prodotti della panetteria, biscotteria, pasticceria, confetteria              |
| 341 | Cavallucci di Siena (morsetti) | Paste fresche e prodotti della panetteria, biscotteria, pasticceria, confetteria              |
| 342 | Cecina, calda calda (farinata, cinque e cinque) | Paste fresche e prodotti della panetteria, biscotteria, pasticceria, confetteria              |
| 343 | Cenci (stracci, frappole) | Paste fresche e prodotti della panetteria, biscotteria, pasticceria, confetteria              |
| 344 | Ciaccia di Pasqua | Paste fresche e prodotti della panetteria, biscotteria, pasticceria, confetteria              |
| 345 | Ciaccino | Paste fresche e prodotti della panetteria, biscotteria, pasticceria, confetteria              |
| 346 | Cialde di Montecatini | Paste fresche e prodotti della panetteria, biscotteria, pasticceria, confetteria              |
| 347 | Cialdino dei tufi | Paste fresche e prodotti della panetteria, biscotteria, pasticceria, confetteria              |
| 348 | Ciaramito di Castell'Azzara | Paste fresche e prodotti della panetteria, biscotteria, pasticceria, confetteria              |
| 349 | Cioccolato artigianale toscano | Paste fresche e prodotti della panetteria, biscotteria, pasticceria, confetteria              |
| 350 | Ciorchiello di Casette (ciambella, ciorchiedo) | Paste fresche e prodotti della panetteria, biscotteria, pasticceria, confetteria              |
| 351 | Confetti di Pistoia (confetti a riccio) | Paste fresche e prodotti della panetteria, biscotteria, pasticceria, confetteria              |
| 352 | Corolli incesi | Paste fresche e prodotti della panetteria, biscotteria, pasticceria, confetteria              |
| 353 | Corona di San Bartolomeo | Paste fresche e prodotti della panetteria, biscotteria, pasticceria, confetteria              |
| 354 | Crisciolette di Cascio | Paste fresche e prodotti della panetteria, biscotteria, pasticceria, confetteria              |
| 355 | Croccolato di Siena | Paste fresche e prodotti della panetteria, biscotteria, pasticceria, confetteria              |
| 356 | Cucchiaroli (succiaroli, anseri, orecchioni) | Paste fresche e prodotti della panetteria, biscotteria, pasticceria, confetteria              |
| 357 | Focaccette di Aulla | Paste fresche e prodotti della panetteria, biscotteria, pasticceria, confetteria              |
| 358 | Focaccia bastarda di Pitigliano | Paste fresche e prodotti della panetteria, biscotteria, pasticceria, confetteria              |
| 359 | Focaccia con i friccioli (ciaccia con i friccioli) | Paste fresche e prodotti della panetteria, biscotteria, pasticceria, confetteria              |
| 360 | Focaccia di Nonno Pilade | Paste fresche e prodotti della panetteria, biscotteria, pasticceria, confetteria              |
| 361 | Focaccia di Pasqua salata di Pitigliano | Paste fresche e prodotti della panetteria, biscotteria, pasticceria, confetteria              |
| 362 | Focaccia leva di Gallicano | Paste fresche e prodotti della panetteria, biscotteria, pasticceria, confetteria              |
| 363 | Focaccia seravezzina | Paste fresche e prodotti della panetteria, biscotteria, pasticceria, confetteria              |
| 364 | Frate lucchese (bombolone lucchese, ciambella lucchese) | Paste fresche e prodotti della panetteria, biscotteria, pasticceria, confetteria              |
| 365 | Gnudi (ravioli nudi, strangolapreti, strozzapreti, gnocchi del Casentino) | Paste fresche e prodotti della panetteria, biscotteria, pasticceria, confetteria              |
| 366 | Lasagne bastarde della Lunigiana (lasagne matte) | Paste fresche e prodotti della panetteria, biscotteria, pasticceria, confetteria              |
| 367 | Maccheroni della Garfagnana | Paste fresche e prodotti della panetteria, biscotteria, pasticceria, confetteria              |
| 368 | Mandorlata di Montalcino | Paste fresche e prodotti della panetteria, biscotteria, pasticceria, confetteria              |
| 369 | Mangia e bei | Paste fresche e prodotti della panetteria, biscotteria, pasticceria, confetteria              |
| 370 | Marocca di Casola | Paste fresche e prodotti della panetteria, biscotteria, pasticceria, confetteria              |
| 371 | Marzapane | Paste fresche e prodotti della panetteria, biscotteria, pasticceria, confetteria              |
| 372 | Migliaccia di Pitigliano Ciaffagnone di Manciano (ciaffagnone mancianese, Ciaffagnone maremmano, Ciaffagnone) | Paste fresche e prodotti della panetteria, biscotteria, pasticceria, confetteria              |
| 373 | Migliaccio senese | Paste fresche e prodotti della panetteria, biscotteria, pasticceria, confetteria              |
| 374 | Mignecci di formentone di Gallicano | Paste fresche e prodotti della panetteria, biscotteria, pasticceria, confetteria              |
| 375 | Miniatensi | Paste fresche e prodotti della panetteria, biscotteria, pasticceria, confetteria              |
| 376 | Neccio toscano (bollento, gaccio, cian) | Paste fresche e prodotti della panetteria, biscotteria, pasticceria, confetteria              |
| 377 | Pan dei santi (pan dei Morti, pan co' Santi) | Paste fresche e prodotti della panetteria, biscotteria, pasticceria, confetteria              |
| 378 | Pan di ramerino ("Pandisdramerino" in Maremma, "Ramerino all'olio" nell'aretino) | Paste fresche e prodotti della panetteria, biscotteria, pasticceria, confetteria              |
| 379 | Pane di Altopascio | Paste fresche e prodotti della panetteria, biscotteria, pasticceria, confetteria              |
| 380 | Pane di Montegemoli | Paste fresche e prodotti della panetteria, biscotteria, pasticceria, confetteria              |
| 381 | Pane di patate della Garfagnana | Paste fresche e prodotti della panetteria, biscotteria, pasticceria, confetteria              |
| 382 | Pane di Po, Signano e Agnino | Paste fresche e prodotti della panetteria, biscotteria, pasticceria, confetteria              |
| 383 | Pane di Pomarance | Paste fresche e prodotti della panetteria, biscotteria, pasticceria, confetteria              |
| 384 | Pane di Pontremoli (focaccia pontremolese) | Paste fresche e prodotti della panetteria, biscotteria, pasticceria, confetteria              |
| 385 | Pane di Regnano | Paste fresche e prodotti della panetteria, biscotteria, pasticceria, confetteria              |
| 386 | Pane di Vinca | Paste fresche e prodotti della panetteria, biscotteria, pasticceria, confetteria              |
| 387 | Pane marocco di Montignoso (pane marocco, pane merocco) | Paste fresche e prodotti della panetteria, biscotteria, pasticceria, confetteria              |
| 388 | Panficato dell'isola del Giglio | Paste fresche e prodotti della panetteria, biscotteria, pasticceria, confetteria              |
| 389 | Panforte glacé al cioccolato (torta del Corsini, panforte di Pistoia) | Paste fresche e prodotti della panetteria, biscotteria, pasticceria, confetteria              |
| 390 | Panforte, panforte di Massa Marittima | Paste fresche e prodotti della panetteria, biscotteria, pasticceria, confetteria              |
| 391 | Panigaccio di Podenzana | Paste fresche e prodotti della panetteria, biscotteria, pasticceria, confetteria              |
| 392 | Panina (pan giallo, panina aretina) | Paste fresche e prodotti della panetteria, biscotteria, pasticceria, confetteria              |
| 393 | Panini di granturco | Paste fresche e prodotti della panetteria, biscotteria, pasticceria, confetteria              |
| 394 | Pasimata (passimata) | Paste fresche e prodotti della panetteria, biscotteria, pasticceria, confetteria              |
| 395 | Pattona di Comano (pattona comanina) | Paste fresche e prodotti della panetteria, biscotteria, pasticceria, confetteria              |
| 396 | Pesche di Prato | Paste fresche e prodotti della panetteria, biscotteria, pasticceria, confetteria              |
| 397 | Pici (pinci) | Paste fresche e prodotti della panetteria, biscotteria, pasticceria, confetteria              |
| 398 | Pupporina | Paste fresche e prodotti della panetteria, biscotteria, pasticceria, confetteria              |
| 399 | Quaresimali | Paste fresche e prodotti della panetteria, biscotteria, pasticceria, confetteria              |
| 400 | Ricciarelli, ricciarelli di Pomarance, ricciarelli di Massa Marittima (marzapanetti alla senese, morselletti) | Paste fresche e prodotti della panetteria, biscotteria, pasticceria, confetteria              |
| 401 | Ricciolina | Paste fresche e prodotti della panetteria, biscotteria, pasticceria, confetteria              |
| 402 | Rustici di Montalcino | Paste fresche e prodotti della panetteria, biscotteria, pasticceria, confetteria              |
| 403 | Salviato di Villa Basilica | Paste fresche e prodotti della panetteria, biscotteria, pasticceria, confetteria              |
| 404 | Sassi della Calvana | Paste fresche e prodotti della panetteria, biscotteria, pasticceria, confetteria              |
| 405 | Scarsella orbetellana | Paste fresche e prodotti della panetteria, biscotteria, pasticceria, confetteria              |
| 406 | Schiacce grossetane (schiacciate, ciacce, focacce) | Paste fresche e prodotti della panetteria, biscotteria, pasticceria, confetteria              |
| 407 | Schiaccia alla campigliese | Paste fresche e prodotti della panetteria, biscotteria, pasticceria, confetteria              |
| 408 | Schiaccia briaca dell'Elba | Paste fresche e prodotti della panetteria, biscotteria, pasticceria, confetteria              |
| 409 | Schiaccia pasquale con uccellini di San Piero | Paste fresche e prodotti della panetteria, biscotteria, pasticceria, confetteria              |
| 410 | Schiaccia pizzicata di Montiano | Paste fresche e prodotti della panetteria, biscotteria, pasticceria, confetteria              |
| 411 | Schiacciata alla fiorentina | Paste fresche e prodotti della panetteria, biscotteria, pasticceria, confetteria              |
| 412 | Schiacciata con l'uva | Paste fresche e prodotti della panetteria, biscotteria, pasticceria, confetteria              |
| 413 | Schiacciata di Nonna Rina | Paste fresche e prodotti della panetteria, biscotteria, pasticceria, confetteria              |
| 414 | Sfratto | Paste fresche e prodotti della panetteria, biscotteria, pasticceria, confetteria              |
| 415 | Spongata della Lunigiana | Paste fresche e prodotti della panetteria, biscotteria, pasticceria, confetteria              |
| 416 | Sportella | Paste fresche e prodotti della panetteria, biscotteria, pasticceria, confetteria              |
| 417 | Taglioli di Castell'Azzara (melatelli) | Paste fresche e prodotti della panetteria, biscotteria, pasticceria, confetteria              |
| 418 | Tartufi dolci della Calvana | Paste fresche e prodotti della panetteria, biscotteria, pasticceria, confetteria              |
| 419 | Testarolo della Lunigiana | Paste fresche e prodotti della panetteria, biscotteria, pasticceria, confetteria              |
| 420 | Topi di Castell'Azzara | Paste fresche e prodotti della panetteria, biscotteria, pasticceria, confetteria              |
| 421 | Torsetto con la bolla di Pitigliano | Paste fresche e prodotti della panetteria, biscotteria, pasticceria, confetteria              |
| 422 | Torta co' bischeri | Paste fresche e prodotti della panetteria, biscotteria, pasticceria, confetteria              |
| 423 | Torta cybea di Massa | Paste fresche e prodotti della panetteria, biscotteria, pasticceria, confetteria              |
| 424 | Torta di farro della Garfagnana (torta di farro) | Paste fresche e prodotti della panetteria, biscotteria, pasticceria, confetteria              |
| 425 | Torta di frutta secca | Paste fresche e prodotti della panetteria, biscotteria, pasticceria, confetteria              |
| 426 | Torta di marroni di Marradi ("la Torta") | Paste fresche e prodotti della panetteria, biscotteria, pasticceria, confetteria              |
| 427 | Torta di riso di Massa e Carrara | Paste fresche e prodotti della panetteria, biscotteria, pasticceria, confetteria              |
| 428 | Torta di riso lunigianese | Paste fresche e prodotti della panetteria, biscotteria, pasticceria, confetteria              |
| 429 | Torta di verdure (torta coi becchi lucchese) | Paste fresche e prodotti della panetteria, biscotteria, pasticceria, confetteria              |
| 430 | Torta d'erbe della Lunigiana | Paste fresche e prodotti della panetteria, biscotteria, pasticceria, confetteria              |
| 431 | Torta mantovana | Paste fresche e prodotti della panetteria, biscotteria, pasticceria, confetteria              |
| 432 | Torta salata di Villa Basilica | Paste fresche e prodotti della panetteria, biscotteria, pasticceria, confetteria              |
| 433 | Tortelli alla lastra di Corezzo | Paste fresche e prodotti della panetteria, biscotteria, pasticceria, confetteria              |
| 434 | Tortello del melo (raviolo) | Paste fresche e prodotti della panetteria, biscotteria, pasticceria, confetteria              |
| 435 | Tortello di patate (tortello/Raviolo di patate alla mugellana, Raviolo di patate) | Paste fresche e prodotti della panetteria, biscotteria, pasticceria, confetteria              |
| 436 | Tortello dolce di Pitigliano | Paste fresche e prodotti della panetteria, biscotteria, pasticceria, confetteria              |
| 437 | Tortello maremmano con spinaci (raviolo maremmano; Tortello/Raviolo ricotta e spinaci) | Paste fresche e prodotti della panetteria, biscotteria, pasticceria, confetteria              |
| 439 | Tozzetto di pitigliano | Paste fresche e prodotti della panetteria, biscotteria, pasticceria, confetteria              |
| 440 | Zuccherini del Mugello (zuccherini al paiolo) | Paste fresche e prodotti della panetteria, biscotteria, pasticceria, confetteria              |
| 441 | Zuccherino di Maremma | Paste fresche e prodotti della panetteria, biscotteria, pasticceria, confetteria              |
| 442 | Zuccherino di Vernio | Paste fresche e prodotti della panetteria, biscotteria, pasticceria, confetteria              |
| 443 | Zuccotto massese | Paste fresche e prodotti della panetteria, biscotteria, pasticceria, confetteria              |
| 444 | Anguilla scavecciata (anguilla marinata) | Preparazione di pesci, molluschi, crostacei e tecniche di allevamento degli stessi            |
| 445 | Anguilla sfumata | Preparazione di pesci, molluschi, crostacei e tecniche di allevamento degli stessi            |
| 446 | Bottarga di cefalo di Orbetello (bottarga di muggine) | Preparazione di pesci, molluschi, crostacei e tecniche di allevamento degli stessi            |
| 447 | Femminelle di Orbetello o Burano | Preparazione di pesci, molluschi, crostacei e tecniche di allevamento degli stessi            |
| 448 | Fiche maschie a stocchetto | Preparazione di pesci, molluschi, crostacei e tecniche di allevamento degli stessi            |
| 449 | Filetto di cefalo di Orbetello | Preparazione di pesci, molluschi, crostacei e tecniche di allevamento degli stessi            |
| 450 | Palamita | Preparazione di pesci, molluschi, crostacei e tecniche di allevamento degli stessi            |
| 451 | Trota fario Appenninica del Casentino (trota reale) | Preparazione di pesci, molluschi, crostacei e tecniche di allevamento degli stessi            |
| 452 | Trota iridea | Preparazione di pesci, molluschi, crostacei e tecniche di allevamento degli stessi            |
| 453 | Trota marinata di Gallicano | Preparazione di pesci, molluschi, crostacei e tecniche di allevamento degli stessi            |
| 454 | Miele di acacia toscano | Prodotti di origine animale (miele, prodotti lattiero caseari di vario tipo escluso il burro) |
| 455 | Miele di castagno toscano | Prodotti di origine animale (miele, prodotti lattiero caseari di vario tipo escluso il burro) |
| 456 | Miele di melata di abete toscano (manna d'abete) | Prodotti di origine animale (miele, prodotti lattiero caseari di vario tipo escluso il burro) |
| 457 | Miele di spiaggia del Parco di Migliarino-San Rossore (miele di spiaggia del litorale pisano) | Prodotti di origine animale (miele, prodotti lattiero caseari di vario tipo escluso il burro) |
| 458 | Miele millefiori toscano | Prodotti di origine animale (miele, prodotti lattiero caseari di vario tipo escluso il burro) |
| 459 | Miele di particolari essenze floreali | Prodotti di origine animale (miele, prodotti lattiero caseari di vario tipo escluso il burro) |
| 460 | Nettare di Capraia (miele di Capraia) | Prodotti di origine animale (miele, prodotti lattiero caseari di vario tipo escluso il burro) |
| 461 | Pappa reale | Prodotti di origine animale (miele, prodotti lattiero caseari di vario tipo escluso il burro) |
| 462 | Pappa reale in cellette | Prodotti di origine animale (miele, prodotti lattiero caseari di vario tipo escluso il burro) |
| 463 | Polline | Prodotti di origine animale (miele, prodotti lattiero caseari di vario tipo escluso il burro) |
| 464 | Propoli toscana | Prodotti di origine animale (miele, prodotti lattiero caseari di vario tipo escluso il burro) |